# The Backyardigans
A The Backyardigans egy gyerekeknek szóló animációs sorozat, amelyet Janice Burgess készített a Nickelodeon számára 2004-ben. A műsor egy koprodukció a kanadai Treehouse TV-vel. Öt állat mindennapjait lehet nyomon követni, akik különféle kalandokba keverednek az epizódok során. Amikor a szereplők elképzelnek valamit, az mindig valóra válik, általában ezek is okozzák a problémák forrását. A főszereplők a problémák megoldásához mindig kérik a nézőik segítségét is. A Backyardigans a Nickelodeon egyik népszerűbb kisgyerekeknek szóló műsora volt, 4 évadot élt meg 80 epizóddal. Magyarországon soha nem vetítették. Amerikában 2004. október 11.-től 2010. május 31.-ig vetítették. Négy CD is készült, amelyen a sorozat dalai hallhatók, valamint több DVD-n és VHS-en is kiadták az évadokat. A sorozat dalaiból három (Castaways, Into The Thick Of It!, International Super Spy), 2021-ben ismét felkapott lett, a TikTok nevű közösségi videómegosztó alkalmazásnak köszönhetően. Összesen öt élőszereplős turné is készült a műsorból.